# Os Dias da MadreDeus
Os Dias da MadreDeus è il primo album in studio del gruppo musicale portoghese Madredeus, pubblicato nel 1987.

## Tracce
1. As Montanhas [strumentale] - 2:25
2. A Sombra - 5:31
3. A Vaca de Fogo - 5:01 (Gomes, Magalhaes)
4. Os Passaros Quando Morrem Caem No Ceu [strumentale] - 2:24
5. Adeus... E Nem Voltei - 5:50
6. A Peninsula [strumentale] - 4:05
7. A Cantiga Do Campo - 6:28
8. Fado Do Mindelo - 5:06
9. A Marcha da Oriental [strumentale] -  5:58
10. A Cidade - 6:00 (Leao, Magalhaes)
11. Maldito Dia Aziago - 5:09
12. A Andorinha [strumentale] - 4:43
13. O Brasil - 5:34
14. O Meu Amor Vai Embora - 3:20
15. Amanhã - 4:52